# Pulitzer-Preis 1921
Der Pulitzer-Preis 1921 war die fünfte Verleihung des renommierten US-amerikanischen Literaturpreises. Es wurden Preise in fünf Kategorien im Bereich Journalismus und dem Bereich Literatur, Theater und Musik vergeben.
Die Jury bestand aus 13 Personen, unter anderem dem Präsidenten der Columbia-Universität Nicholas Murray Butler und Ralph Pulitzer, Sohn des Pulitzer-Preis-Stifters und Herausgeber der New York World.

## Preisträger
| Kategorie                                     | Preisträger                   | Begründung                                                                                              |
| --------------------------------------------- | ----------------------------- | --- |
| Dienst an der Öffentlichkeit (Public Service) | The Boston Post               | Preis verliehen für die Veröffentlichungen über Charles Ponzi, die zu seiner Verhaftung geführt hatten. |
| Berichterstattung (Reporting)                 | Louis Seibold, New York World | Preis verliehen für ein Interview mit Präsident Woodrow Wilson.                                         |

| Kategorie                                                   | Preisträger                                                                         |
| ----------------------------------------------------------- | ----------------------------------------------------------------------------------- |
| Roman (Novel)                                               | The Age of Innocence (dt. Titel: Amerikanische Romanze) von Edith Wharton           |
| Theater (Drama)                                             | Miss Lulu Bett von Zona Gale                                                        |
| Geschichte (History)                                        | The Victory at Sea von William Sowden Sims in Zusammenarbeit mit Burton J. Hendrick |
| Biographie oder Autobiographie (Biography or Autobiography) | The Americanization of Edward Bok von Edward Bok                                    |